# 도네가와 스스무
도네가와 스스무(일본어: 利根川 進, 1939년 9월 5일 ~ )는 일본의 분자생물학자이다. 1987년에 항체 생산 유전자의 면역 매커니즘을 밝힌 공로로 노벨 생리학·의학상을 수상했다.
현재 매사추세츠 공과대학교 교수 (생물학과, 뇌인지학과) 외에 하워드 휴즈 의학연구소 연구원, RIKEN (이화학연구소)-MIT (매사추세츠 공과대학교)신경 과학 연구 센터 소장 겸 연구원 등도 겸임하고 있다.

## 주요 업적
도네가와는 순응적인 면역 시스템에서 유전자의 매커니즘을 설명한 것으로 유명하다. 어느 종류의 항원이든지 그에 반대하여 몸을 보호하기 위해서 필요한 항체들의 다양성을 확보하기 위해서 만약 각 항체가 하나의 유전자에 암호화되어 있을지라도 면역 체계는 수백만개의 유전자들이 다른 항체들을 유전암호를 지정하도록 요구한다. 대신에 1976년에 시작된 일련의 획기적인 실험에서 도네가와가 보여준 것과 같이 유전 물질은 쓸모있는 항체들의 광대한 배열을 형성하기 위해 스스로 자신을 재배열할 수 있다. 태아와 어른 쥐의 B림프구의 DNA를 비교해 본 결과 그는 어른 쥐의 성숙한 B세포의 유전자들이 변동하는 지역의 항체들의 다양성을 형성하기 위해 돌아다니고 재결합하고 삭제되었다는 것을 알게 되었다.

## 주요 경력
- 1939년: 아이치현 나고야시에서 태어남.
- 1958년: 도쿄 도립 히비야 고등학교를 졸업, 부친도 히비야 고등학교 출신임. 대학 입시에서 1년 재수한 뒤 1959년에 교토 대학 이학부에 입학.
- 1963년: 교토 대학 이학부 화학과를 졸업. 같은 해 4월, 같은 대학원 이학 연구과에 진학. 분자생물학을 연구하기 위해 설립된 지 얼마 안된 캘리포니아 대학교 샌디에이고 대학원으로 유학을 감.
- 1968년: 캘리포니아 대학교 샌디에이고교 박사 과정 수료 (Ph.D. in molecular biology)
- 1969년: 미국 소크 생물학 연구소·레나토 둘베코 연구실에서 연구원 생활을 함.
- 1971년: 스위스 바젤 면역학 연구소 주임연구원
- 1981년: 매사추세츠 공과대학교 생물학부 및 암연구소 교수.
- 1987년: 항체생산 유전자의 면역 매커니즘 밝힌 업적에 의해 노벨 생리학·의학상을 수상.
- 1994년: 매사추세츠 공과대학교 학습·기억 연구 센터장.
- 2006년: MIT (매사추세츠 공과대학교) 내 타 연구소의 교관으로 공모하면서 연구 내용이 경합 중이라는 이유로 여성 연구자에게 자진 사퇴를 강요하는 내용의 메일을 보낸 사실이 드러나면서 고발됐다. 당시 매사추세츠 공과대학교의 내부 조사에서 부적절한 내용을 인정하면서도 여성 차별의 증거는 없었다고 보고된 바있다. 결국, 2006년을 마지막으로 센터장직에서 물러났다.
- 2009년: 이화학연구소 뇌과학종합연구센터

## 저서
- 《정신과 물질 - 분자생물학은 어디까지 생명의 수수께끼를 풀 수 있을까》 문예춘추·1990년(분슌분고·1993년) ISBN 4-16-733003-2
- 《나의 뇌과학 강의》(이와나미 신서 이와나미 서점, 2001년) ISBN 4-00-430755-4
- Tonegawa, S. (1983). Somatic generation of antibody diversity. Nature, 302(5909), 575-581.
- Gillies, S. D., Morrison, S. L., Oi, V. T., & Tonegawa, S. (1983). A tissue-specific transcription enhancer element is located in the major intron of a rearranged immunoglobulin heavy chain gene. Cell, 33(3), 717-728.
- Mombaerts, P., Iacomini, J., Johnson, R. S., Herrup, K., Tonegawa, S., & Papaioannou, V. E. (1992). RAG-1-deficient mice have no mature B and T lymphocytes. Cell, 68(5), 869-877.
- Silva, A. J., Stevens, C. F., Tonegawa, S., & Wang, Y. (1992). Deficient hippocampal long-term potentiation in alpha-calcium-calmodulin kinase II mutant mice. Science, 257(5067), 201-206.
- Haas, W., Pereira, P., & Tonegawa, S. (1993). Gamma/delta cells. Annual review of immunology, 11(1), 637-685 보관됨 2021-11-10 - 웨이백 머신.
- Tsien, J. Z., Huerta, P. T., & Tonegawa, S. (1996). The essential role of hippocampal CA1 NMDA receptor–dependent synaptic plasticity in spatial memory. Cell, 87(7), 1327-1338.
- Poss, K. D., & Tonegawa, S. (1997). Reduced stress defense in heme oxygenase 1-deficient cells. Proceedings of the National Academy of Sciences, 94(20), 10925-10930.
- Shen, J., Bronson, R. T., Chen, D. F., Xia, W., Selkoe, D. J., & Tonegawa, S. (1997). Skeletal and CNS defects in Presenilin-1-deficient mice. Cell, 89(4), 629-639.
- Nakazawa, K., Quirk, M. C., Chitwood, R. A., Watanabe, M., Yeckel, M. F., Sun, L. D., Kato, A., Carr, C.A., Johnston, D., Wilson, M.A., & Tonegawa, S. (2002). Requirement for hippocampal CA3 NMDA receptors in associative memory recall. Science, 297(5579), 211-218.
- Liu, X., Ramirez, S., Pang, P. T., Puryear, C. B., Govindarajan, A., Deisseroth, K., & Tonegawa, S. (2012). Optogenetic stimulation of a hippocampal engram activates fear memory recall. Nature, 484(7394), 381-385.
- Ramirez, S., Liu, X., Lin, P. A., Suh, J., Pignatelli, M., Redondo, R. L., Ryan, T.J., & Tonegawa, S. (2013). Creating a false memory in the hippocampus. Science, 341(6144), 387-391.

## 같이 보기
- 장기강화